# Mill Creek, Illinois
Mill Creek là một làng thuộc quận Union, tiểu bang Illinois, Hoa Kỳ. Năm 2010, dân số của làng này là 65 người.

## Dân số
Dân số qua các năm:
- Năm 2000: 76 người.
- Năm 2010: 65 người.